# Suzukielus
Suzukielus is een geslacht van hooiwagens uit de familie Sironidae.
De wetenschappelijke naam Suzukielus is voor het eerst geldig gepubliceerd door Juberthie in 1970. 

## Soorten
Suzukielus is monotypisch en omvat slechts de volgende soort:
- Suzukielus sauteri